# Liste der Mitglieder des liechtensteinischen Landtags (1957)
Diese Liste führt die Mitglieder des Landtags des Fürstentums Liechtenstein auf, der aus den Wahlen am 1. September 1957 hervorging. Das Ergebnis der Landtagswahl wurde von der Vaterländischen Union (VU) angefochten, die daraufhin Beschwerde einreichte. Obwohl diese Beschwerde vom Landtag abgelehnt wurde, war sie der Beginn einer umfassenden Änderung des Wahlrechts und von anschließenden Neuwahlen 1958. Bei dieser Änderung wurde entschieden, dass in Zukunft der Staatsgerichtshof über Wahlbeschwerden zu entscheiden habe.

## Zusammensetzung
Von 3525 Wahlberechtigten nahmen 3294 Personen an der Wahl teil (93,5 %). Von den abgegebenen Stimmen waren 3'227 gültig. Die Stimmen und Mandate verteilten sich in den beiden Wahlkreisen – Oberland und Unterland – wie folgt:
| Partei                              | Stimmen  | Stimmen   | Stimmen   | Stimmen       | Sitze    | Sitze     | Sitze     |
| ----------------------------------- | -------- | --------- | --------- | ------------- | -------- | --------- | --------- |
| Partei                              | Oberland | Unterland | insgesamt | Stimmenanteil | Oberland | Unterland | insgesamt |
| Fortschrittliche Bürgerpartei (FBP) | 1053     | 636       | 1689      | 52,36 %       | 4        | 4         | 8         |
| Vaterländische Union (VU)           | 1062     | 475       | 1537      | 47,64 %       | 5        | 2         | 7         |

## Liste der Mitglieder
| Name                  | Fraktion | Wahlkreis | Stimmen | Bemerkung         |
| --------------------- | -------- | --------- | ------- | ----------------- |
| Johann Beck           | VU       | Oberland  | 1081    |                   |
| Ludwig Beck           | VU       | Oberland  | 1048    |                   |
| Ernst Büchel          | FBP      | Unterland | 608     |                   |
| Josef Büchel          | VU       | Oberland  | 1013    |                   |
| Hans Gassner          | FBP      | Oberland  | 1008    |                   |
| Leo Gerner            | FBP      | Unterland | 603     |                   |
| Johann Georg Hasler   | VU       | Unterland | 483     |                   |
| Josef Hoop            | FBP      | Oberland  | 1052    | Landtagspräsident |
| Alois Oehri           | VU       | Unterland | 484     |                   |
| Georg Oehri           | FBP      | Unterland | 636     |                   |
| Josef Oehri           | FBP      | Unterland | 571     |                   |
| Martin Risch          | FBP      | Oberland  | 1068    |                   |
| Alois Ritter          | VU       | Oberland  | 1083    |                   |
| Andreas Vogt          | VU       | Oberland  | 1009    |                   |
| Stefan Wachter junior | FBP      | Oberland  | 990     |                   |

## Liste der Stellvertreter
| Name                | Fraktion | Wahlkreis | Anmerkung | Bemerkung |
| ------------------- | -------- | --------- | --------- | --------- |
| Wendelin Beck       | VU       | Oberland  | 973       |           |
| Fidel Brunhart      | FBP      | Oberland  | 989       |           |
| Alfons Büchel       | FBP      | Unterland | 533       |           |
| Josef Büchel        | FBP      | Oberland  | 969       |           |
| Paul Büchel         | VU       | Unterland | 465       |           |
| Roman Gassner       | VU       | Oberland  | 988       |           |
| Gebhard Gerner      | VU       | Unterland | 477       |           |
| Engelbert Kranz     | FBP      | Unterland | 565       |           |
| Franz Josef Schurte | FBP      | Oberland  | 978       |           |
| Alois Vogt          | VU       | Oberland  | 1002      |           |